# Vestido preto de Rita Hayworth

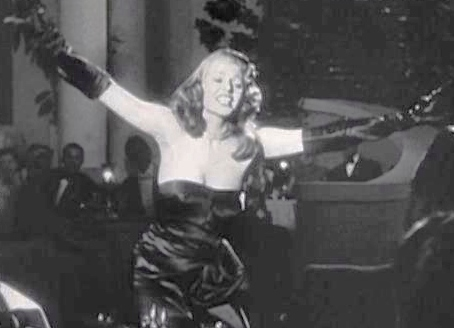

No filme de 1946, Gilda, Rita Hayworth usou um vestido preto feito pelo figurinista norte-americano Jean Louis. Ele foi usado em uma das cenas mais famosas do filme: aquela em que o personagem de Gilda canta a canção "Put the Blame on Mame", improvisando um rápido strip-tease, coreografado por Jack Cole. O vestido ajudou a consolidar a imagem da femme fatale, além de ser universalmente reconhecido como um ícone da moda e do cinema. O jornal britânico The Independent o nomeou como um dos Dez Melhores Momentos da Moda no Cinema.